# Massimiliano Sforza
Ercole Massimiliano Sforza (Milano, 25 gennaio 1493 – Parigi, 4 giugno 1530) è stato Duca di Milano dal 1512 al 1515, tra la prima (1499-1512) e la seconda (1515-1521) occupazione francese del ducato.

## Biografia

### Infanzia
Ercole Massimiliano fu il figlio primogenito di Ludovico Sforza detto il Moro e di sua moglie Beatrice d'Este. Venne alla luce il 25 gennaio 1493 nel Castello di Porta Giovia, alle quattro del pomeriggio, con l'aiuto di comare Frasina, la preziosa levatrice di famiglia che la nonna Eleonora d'Aragona, venuta ad assistere la figlia durante il parto, aveva portato con sé da Ferrara.
Ricevette il nome del nonno materno, Ercole I d'Este, duca di Ferrara, per la grande affezione che la madre portava al proprio padre e poiché il Moro giudicò che il neonato gli somigliasse. Successivamente, nel 1494, assunse il nome di Massimiliano in ossequio all'imperatore Massimiliano I d'Asburgo, secondo la politica filoimperiale dei genitori.

L'avvenimento fu seguito da manifestazioni di deferenza verso il Moro che fece suonare le campane a festa per una settimana intera, promosse processioni pubbliche e concesse la grazia ad alcuni condannati.

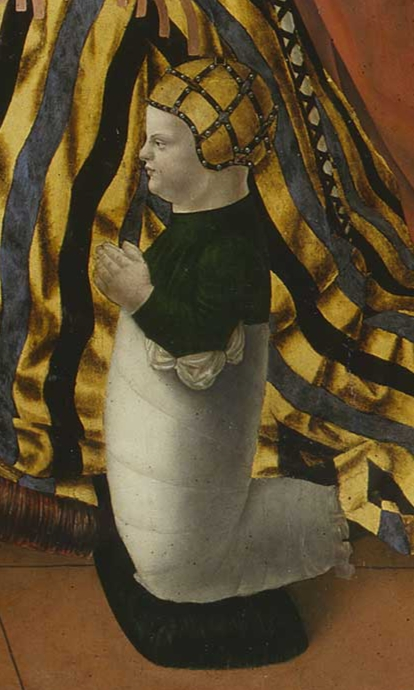
Ritratto di Ercole Massimiliano o del fratello minore Francesco pressappoco all'età di un anno, accanto alla madre nella Pala Sforzesca, 1494-1496 ca.

Il medico ferrarese Ludovico Carri, che nell'ottobre dell'anno precedente era venuto a curare Beatrice gravemente ammalata, scrisse al duca di Ferrara che il neonato, per quanto già si poteva comprendere, aveva fattezza "digna de impero; sta quieto, senza lamenti e cridi consueti a tale etate", mostrando serietà sia nei gesti che nei movimenti, e soprattutto di avere "igniculi [scintille] de inzegno mixto di quello del Signor Ludovico et de la V. fiola [Beatrice]. È sano, gaiardo, de bellissime fatece [fattezze] [...] appare cosa regale".
Con la sua nascita si aprì quella faida dinastica che avrebbe poco dopo condotto allo scoppio delle cosiddette guerre d'Italia. Sua madre desiderò infatti che il figlio fosse nominato Conte di Pavia, nonostante tale titolo spettasse all'erede al Ducato di Milano, ovvero al figlio della cugina di lei, Isabella d'Aragona. Ciò rese palesi le ambizioni dei due coniugi, i quali miravano ad assumere pienamente il possesso del ducato, in quel momento solo puramente informale per via della reggenza che Ludovico esercitava da oltre dieci anni sul nipote Gian Galeazzo.
Qualche mese dopo la nascita, Ercole Massimiliano si ammalò gravemente, tanto che si temette per la sua vita. La malattia fu tenuta nascosta ai genitori, in quel momento entrambi molto lontani da casa, e fortunatamente il neonato si rimise del tutto. Quando ne venne a conoscenza, Beatrice si trovava ancora a Venezia, impegnata in una importante missione diplomatica: ella scrisse in tono contrariato al marito ch'era sollevata dal fatto che il bambino si fosse rimesso, ma che desiderava d'ora in avanti essere informata per prima del suo stato di salute.
Nella prima infanzia dimostrava grande precocità d'intelletto: nell'estate 1496, durante la visita dell'imperatore Massimiliano I in Italia, il bambino, che all'epoca aveva appena tre anni e mezzo, gli fu mandato incontro sulla strada di Como e lo accolse recitando un'orazione in latino.

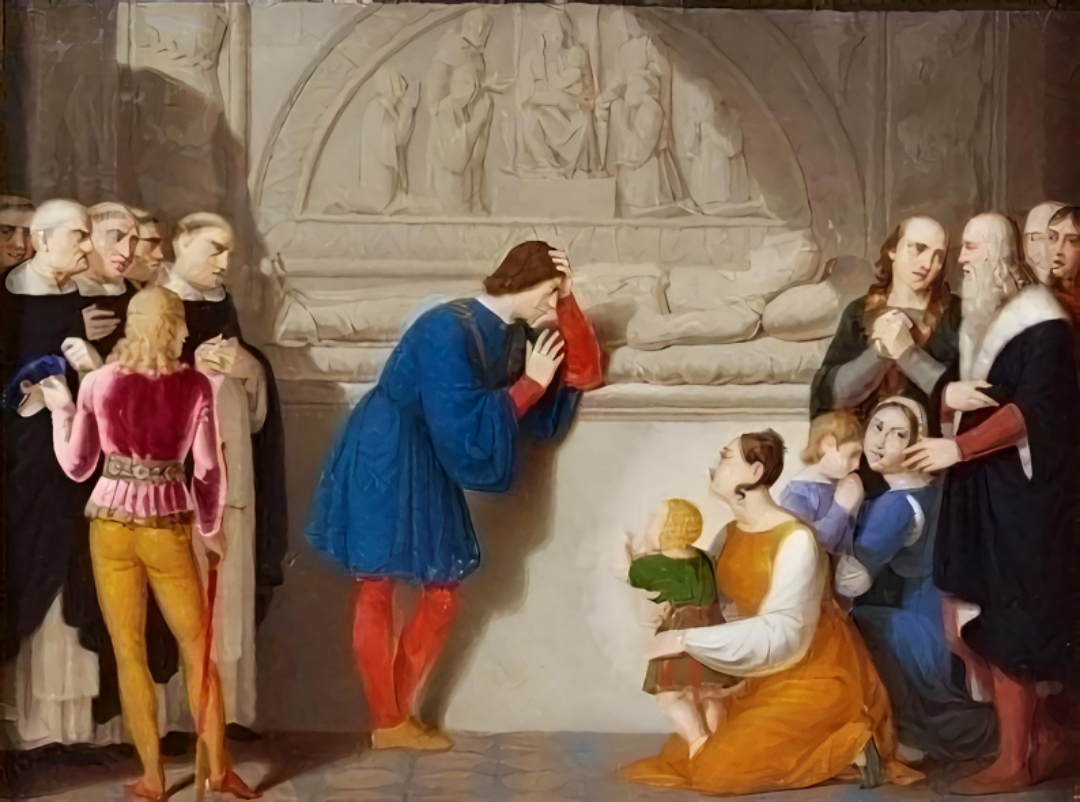
L'addio di Ludovico il Moro alle ceneri della moglie Beatrice d'Este, Giovanni Battista Gigola, 1815-1830 ca, Pinacoteca Ambrosiana. Ludovico piange sulla tomba della moglie; assistono sulla sinistra i frati di S. Maria delle Grazie, sulla destra i due orfanelli Ercole Massimiliano e Francesco con le rispettive balie, nonché Bramante e Leonardo.

Era un fanciullo vivace, allegro, che mostrava anche una certa propensione per la guerra e per gli esercizi del corpo. Già all'età di cinque anni sapeva cacciare disinvoltamente: fabbricava, per gioco, frecce e bolzoni da balestra, con cui volle colpire egli stesso un cervo durante una battuta di caccia.
La madre Beatrice morì tuttavia di parto nel 1497, a ventun anni, e il padre Ludovico perdette lo Stato di Milano nel 1499, cacciato dai francesi. Ercole Massimiliano fu lasciato dal padre, insieme al fratello minore Francesco, presso la corte dell'imperatore a Innsbruck, dove avevano trovato rifugio. Ludovico scelse invece di tentare la sorte in Italia, ma riuscì a recuperare il ducato solo per breve tempo, poi, sconfitto definitivamente nell'assedio di Novara, morì prigioniero in Francia nel 1508, senza aver mai più rivisto i figli.
Il bambino subì l'incameramento dei beni da parte dell'imperatore, che lasciò ai milanesi rifugiati soltanto un esiguo appannaggio ducale. Triste condizione solo in parte mitigata dagli interventi della cugina e imperatrice Bianca Maria Sforza, alla cui tutela i due fanciulli erano affidati. Bianca morì però nel 1510, sostituita quindi da Margherita d'Asburgo. I due fratelli furono probabilmente separati dopo la Dieta di Costanza, quando Massimiliano seguì l'imperatore a Innsbruck, mentre Francesco fu affidato al vescovo Bernardo Clesio, che gli impartì probabilmente una migliore educazione. Ma se vi fu qualcuno che amò mai Ercole Massimiliano con l'affetto di un padre, quello fu il cardinale di Sion, Matteo Schiner.

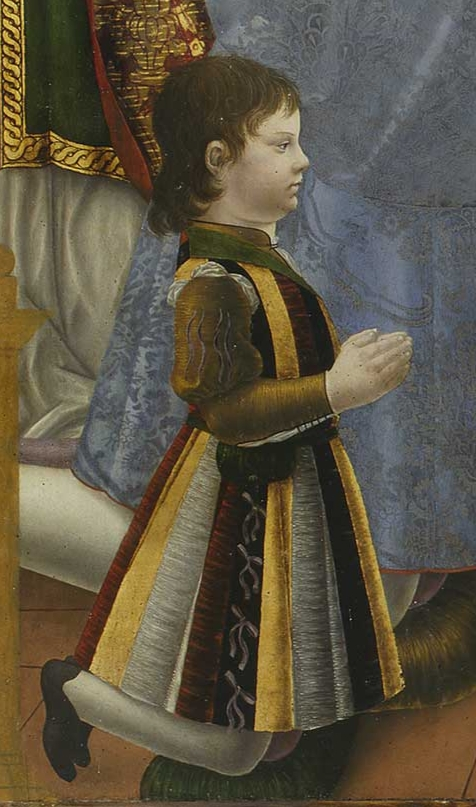
Ercole Massimiliano o il fratellastro Cesare, nato del Moro e di Cecilia Gallerani, nella Pala Sforzesca

### Ascesa al ducato
Massimiliano fu posto alla guida del Ducato di Milano nel 1512 dagli svizzeri al soldo della Lega Santa, guidati da Matteo Schiner. Di fronte alla minaccia di una nuova invasione francese, Massimiliano per raccogliere fondi garantì la cessione all'amministrazione urbana di Milano alcune proprietà ducali e il diritto d'incamerare alcune imposte. Con atto notarile dell'11 luglio cedette formalmente a Milano il Naviglio grande, il canale della Martesana con relativi diritti e rendite e il dazio della macina. Fu attribuito pure in perpetuo alla Comunità ambrosiana il diritto di nomina del governo municipale (il vicario, i Dodici di provvisione, i sindaci, il tesoriere) sino allora di competenza ducale.
Lungo il viaggio verso Milano poté riabbracciare il fratello, che non vedeva da sei anni. Al principio del 1513 venne a incontrarlo anche la zia Isabella d'Este e i due "se abrazorno cum tanta alegreza, [che] se 'l fusse resusitata sua matre haverebbe bastato". Massimiliano fu, non meno degli altri uomini, accattivato dalle sue ministre di Venere - così erano chiamate alcune delle sue dame incaricate di intrattenere sessualmente gli uomini da conto - e specialmente dalla bellissima Eleonora Brognina, che fece impazzire il vescovo Matteo Lang, detto Monsignore Gurnense, rappresentante imperiale, e il Viceré di Napoli Raimondo de Cardona. Un cortigiano raccontò che i tre fecero a gara nel baciare la bella cortigiana: "Lo p.to Viceré, sforzato da lo amore grande verso essa Brognina, non si pottè contenere che non gli donasse un baso; li p.ti S.ri vedendo questo dolce atto; et prima Mons. Gurgense la basò similmente, e impiuto d'invidia il p.to. S.r. Duca [Massimiliano] volse anchor lui far il mede[s]mo [...], dicendo essere più conveniente a lui basarla che ad essi per esser giovine".
Dopo la sconfitta nella battaglia di Marignano nel 1515, Massimiliano decise di pervenire a un accordo con i suoi nemici: cedette tutti i propri diritti su Milano al re Francesco I di Francia in cambio di una pensione di 36 000 ducati annui, più la promessa della porpora cardinalizia. Quindi si trasferì in Francia come privato cittadino, tenuto però sotto stretta sorveglianza.

### Fidanzamento
Nelle vicende personali, quando Massimiliano aveva appena tre anni, suo padre aveva combinato il suo matrimonio con Maria Tudor, figlia di re Enrico VII d'Inghilterra, sorella minore del futuro Enrico VIII. La proposta di matrimonio, però, fallì in quanto Enrico VII ebbe il sentore che Ludovico il Moro stesse chiedendo in mano sua figlia convinto di poter pretendere un domani la discesa degli inglesi in Italia contro i francesi, coi quali egli stava costruendo dei rapporti d'intesa in vista di una pace duratura dopo il duro colpo della guerra delle due rose.
A Pavia Massimiliano si era invaghito di una mugnaia, con la quale passava tutto il suo tempo, ma nel 1514 il pontefice Leone X pensò di combinargli un matrimonio con la cugina Bona Sforza, figlia di Isabella d'Aragona e del defunto duca Gian Galeazzo Sforza, rispettivamente la cugina di sua madre Beatrice e il nipote di suo padre Ludovico. Il matrimonio non ebbe mai luogo poiché il Papa cambiò presto partito.

### Esilio e morte
Dopo la cessione del ducato milanese al re di Francia, Massimiliano non venne imprigionato ma comunque venne tenuto sotto osservazione dai francesi che lo costrinsero a un "esilio" a Parigi ove morì di febbre nel giugno del 1530.

## Giudizi
Nel corso dei secoli gli storici ebbero sempre una pessima opinione di Ercole Massimiliano, giudicato un duca inetto, distratto, dedito solamente ai piaceri, senza né le ambizioni né l'acume politico del padre. Ne scriveva Girolamo Morone, suo ambasciatore, nel 1513: "Heu, quam dissimili est patri, quam degener, quam negligens, quam res suas et propriam salutem temnens, quam in propria damna studiosus! [...] infelix adolescens propria manu amicos suos perdit".
Antonio Rusconi dissente fortemente da questa opinione, facendo notare che il giovane non aveva che diciannove anni quando si vide coinvolto in azioni politiche di difficile risoluzione, che aveva ricevuto in Germania una pessima educazione, senza che nessuno stimolasse le qualità buone che erano in lui. Ciò nonostante era stato egli stesso a interessarsi alla riacquisizione del dominio paterno, a ricercare alleati, a portarsi coi propri soldati in battaglia mettendo a rischio la vita, poiché - come scrisse allora in una sua lettera - era pronto a combattere i francesi "fin che lo potremo et ultra alla morte, et tanto più gagliardamente et faremo se Ill.o signor Viceré veniva a congiungersi com noi". Se alla fine si persuase alla resa, fu perché costretto dagli svizzeri suoi alleati. A parere del Rusconi neppure altri principi e sovrani, come lo stesso Francesco I, avrebbero mostrato, nelle sue stesse condizioni, un carattere migliore di lui:
al cardinale di Sion, ricordata dal Bonfadini. Eppure anche questo invidiabile scrittore non vuol perdonare al giovane Duca di aver segnata la resa del Castello. Alla perfine che cosa disse Massimiliano quando, firmata la resa, si avviava sulla strada dell'esiglio? Disse di esserne lieto; perché finalmente si sentiva libero dalla prepotenza degli Svizzeri suoi protettori, dalle frodi
degli Spagnuoli, e dalle vessazioni dell'Imperatore « A servitute
Helvetiorum, a fraudibus Hispanorum, et Imperatoris vexationibus ». A diciannove anni, chi è nato al regno può essere migliore: ma non per questo reputo debbasi ritenere Massimiliano il più imbelle ed il più dispregevole personaggio, quando si tenga conto delle eccezionalissime condizioni in cui fin allora il medesimo aveva vissuto.»
(Antonio Rusconi, Massimiliano Sforza e la Battaglia dell'Ariotta (1513, 6 giugno))

## Aspetto e personalità
Ercole Massimiliano era magro, di media statura, con occhi scuri e naso leggermente aquilino. Pur avendo ambedue i genitori con capelli scuri, ebbe una capigliatura tendente al biondo, retaggio evidentemente dei suoi antenati Estensi, per la maggior parte biondi e con gli occhi chiari. Tutte le fonti confermano l'immagine di un bambino bello, vivace e intelligente: "non poteria havere più disposta persona, e tra le altre parte non poteria havere più proportionata gambetta. Mai non sta fermo, per modo che non manco è vivo de persona che de le parole [...] e veramente non me posso persuadere che in uno puto de sei anni potesse essere magiore dispontione de corpo ni più intelecto, como è in sua signoria" scrive nel 1498 l'ambasciatore Antonio Costabili al nonno Ercole d'Este.

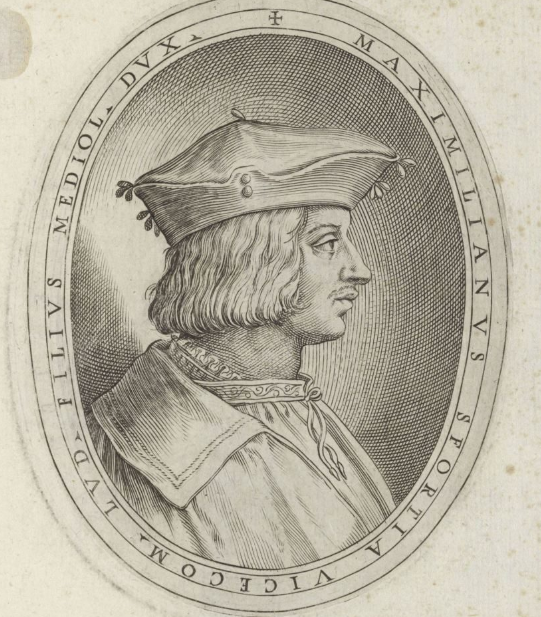
Ritratto di Ercole Massimiliano, di Agostino Carracci, da Cremona fedelissima città, Antonio Campi, prima del 1585

Marin Sanudo così lo descrive nel 1512, poco meno che ventenne: "È de persona mediocre, cum ochi negri, el naso traze [tende] al aquilin, magro".
Iniziò gli studi già all'età di due anni, pur detestando studiare, come si intende dall'arguta risposta che diede il 12 marzo 1495 all'Arcivescovo di Milano, quando questi gli chiese cosa gli piacerebbe di più fare, e il bambino rispose: "non andare più a scuola!" Questi dovettero subire un notevole rallentamento durante la sua permanenza a Innsbruck, se Ercole Massimiliano da adulto si scusava col Montmorency dicendo: "Vostra Signoria mi perdona se ho mal scripto, che a la scola non imparai meglio".
Come il fratello minore, fu incline "alla malinconia e alla depressione, alternando secondo norma fasi di euforica energia ad altre di ansia, rinuncia quando non di panico", non troppo diversamente da come faceva il padre, ma rispetto al fratello godé una salute decisamente migliore.

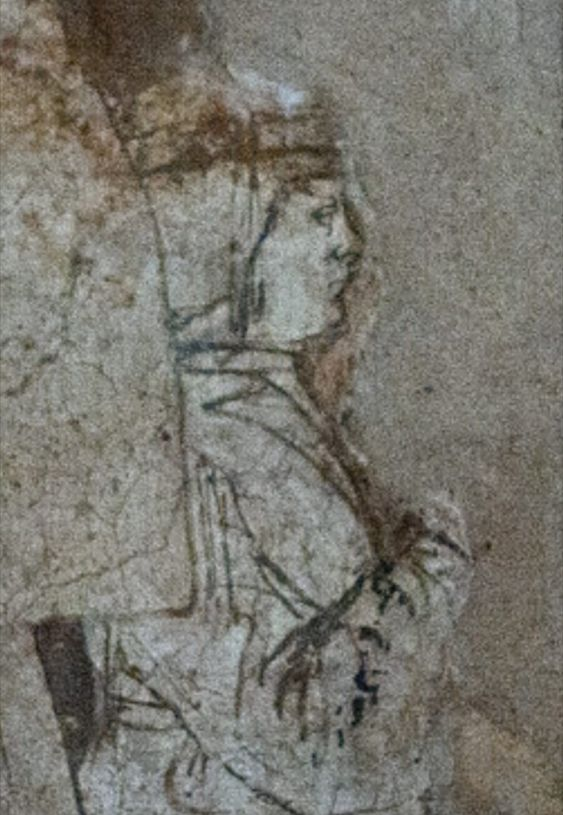
Ciò che rimane del ritratto infantile di Ercole Massimiliano all'età di circa quattro anni nel dipinto murale di Leonardo da Vinci sull'affresco della Crocifissione di Donato Montorfano. Refettorio di Santa Maria delle Grazie.

Quasi incredibile è la profondissima differenza tra l'infanzia e l'età adulta: nulla rimane del grande intelletto e della vivacità di spirito dimostrata da fanciullo, bensì egli è descritto come un duca scostante, sciocco, poco o nulla interessato al governo, che lasciava nelle mani dei suoi ministri. Ciò, se da un lato è attribuibile alla traumatica perdita di entrambi genitori, avvenuta a pochi anni di distanza l'uno dall'altro, dall'altro è imputabile alla pessima educazione ricevuta in Germania. Ciò lo aveva reso mezzo misantropo e, nonostante i lazzi dei buffoni, non lo si vedeva mai ridere. Pur tuttavia gli si attribuivano ancora delle buone qualità, tra cui l'instancabilità e la prestezza nell'operare, che si diceva avesse tratto dalla madre Beatrice: "È lo S.r Duca in tucte ationi presto; dicono haverlo da la matre", scriveva Mario Equicola nel 1514, e poi: "Questo Duca è tucto mercuriale, mai sta fermo, mai dorme di nocte, sempre in moto, etiam si quescit". Anche lo storico Alessandro Luzio gli attribuì quella stessa vivacità irrequieta e gli stessi sogni di grandezza di Beatrice.
Jacopo Soardino scriveva al marchese di Mantova che "el Duca fa la più strania vita del mondo, si leva a ore desnove [mezzogniorno-l'una], manza a 22, cena a sei [le undici di sera], e poi quasi quel tempo che 'l sta levato sta rencluso e non fa niente, et de queste cose non solo se ne doleno li terreri ma tutti li zentilhomeni".

I più lo tacciarono di pazzia, causata però non dalla natura ma da arti magiche, come riporta Antonio Campi, pur attribuendogli un certo valor militare:
(Cremona... rappresentata in disegno col suo contado et illustrata d'una breve historia delle cose più notabili (etc.), Antonio Campi, 1585, p. 104)
Lo storico Scipione Barbò Soncino così lo descrive:
(Scipione Barbò Soncino - Sommario delle vite de' duchi di Milano, 1574)

## Ritratti

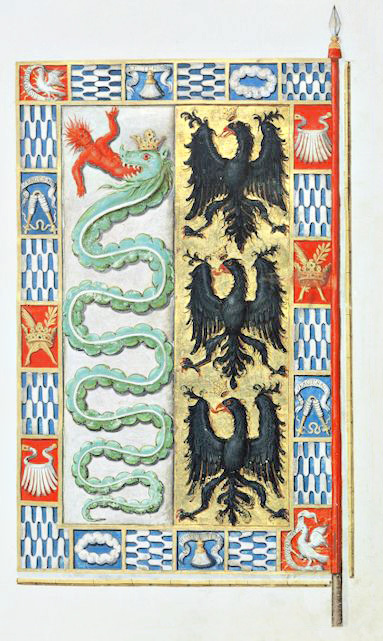
Stendardo di Massimiliano Sforza come Conte di Pavia

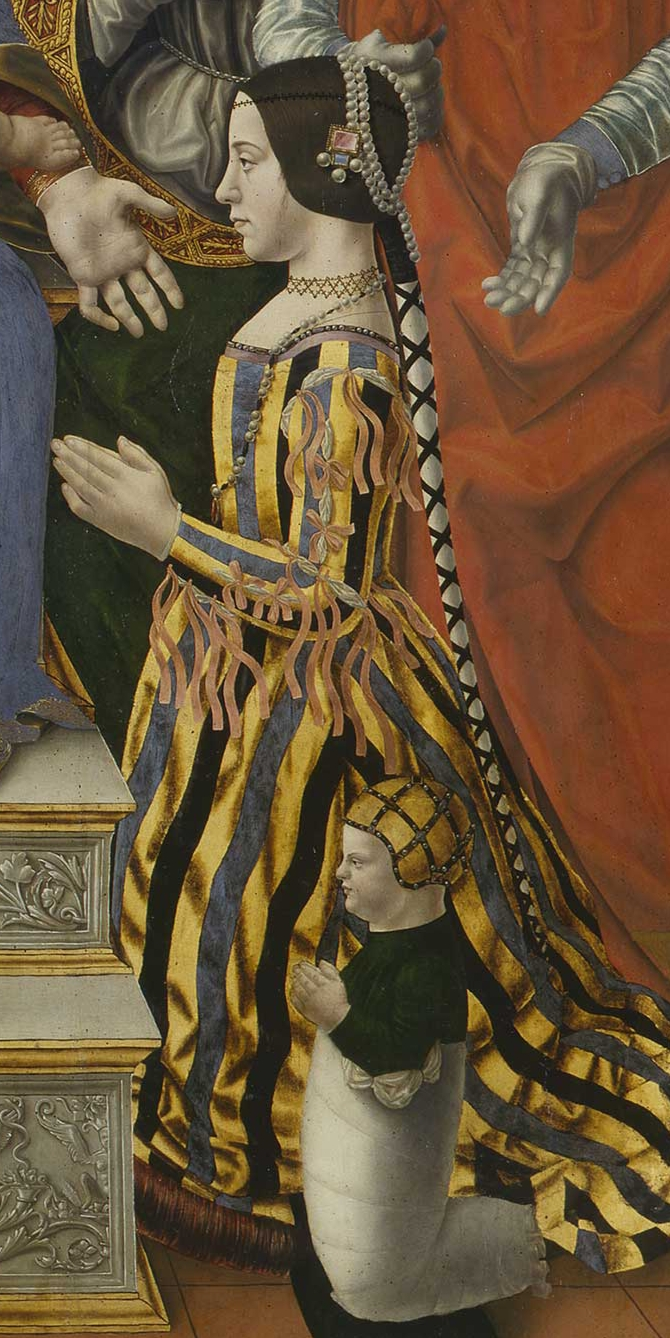
Ercole M. (o il fratello) insieme alla madre Beatrice nella Pala Sforzesca, 1494 ca.
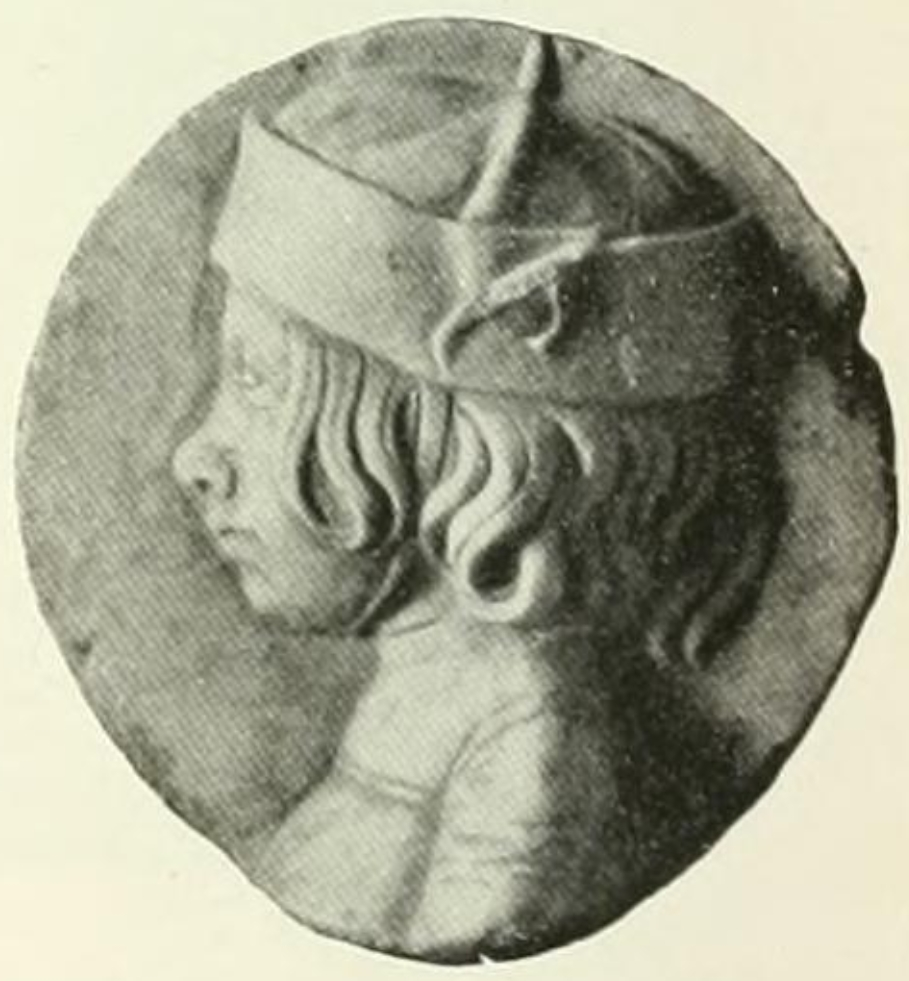
Medaglione con busto di fanciullo, possibile raffigurazione di Ercole M. o del fratello minore Sforza Francesco. Milano, Museo d’Arte Antica del Castello Sforzesco, inv. 1237.
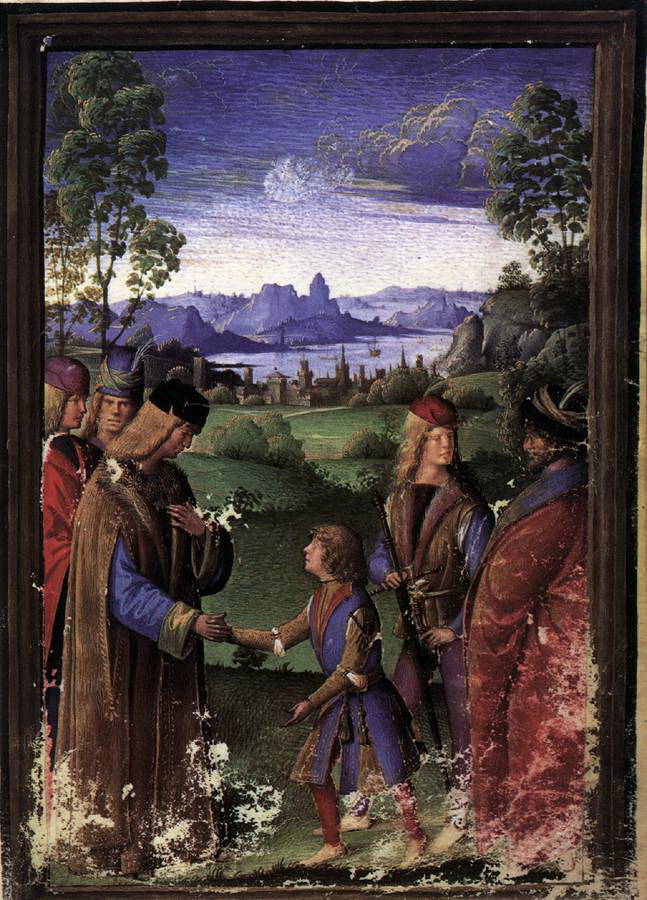
Il giovanissimo Ercole M. incontra l'imperatore Massimiliano I (illustrazione tratta dal Liber Jésus, 1496 ca, Castello Sforzesco, Biblioteca Trivulziana, Milano). Nonostante il bambino avesse all'epoca appena tre anni, fu raffigurato più adulto dal miniaturista, probabilmente poiché il libro era da adoperarsi in età scolare.
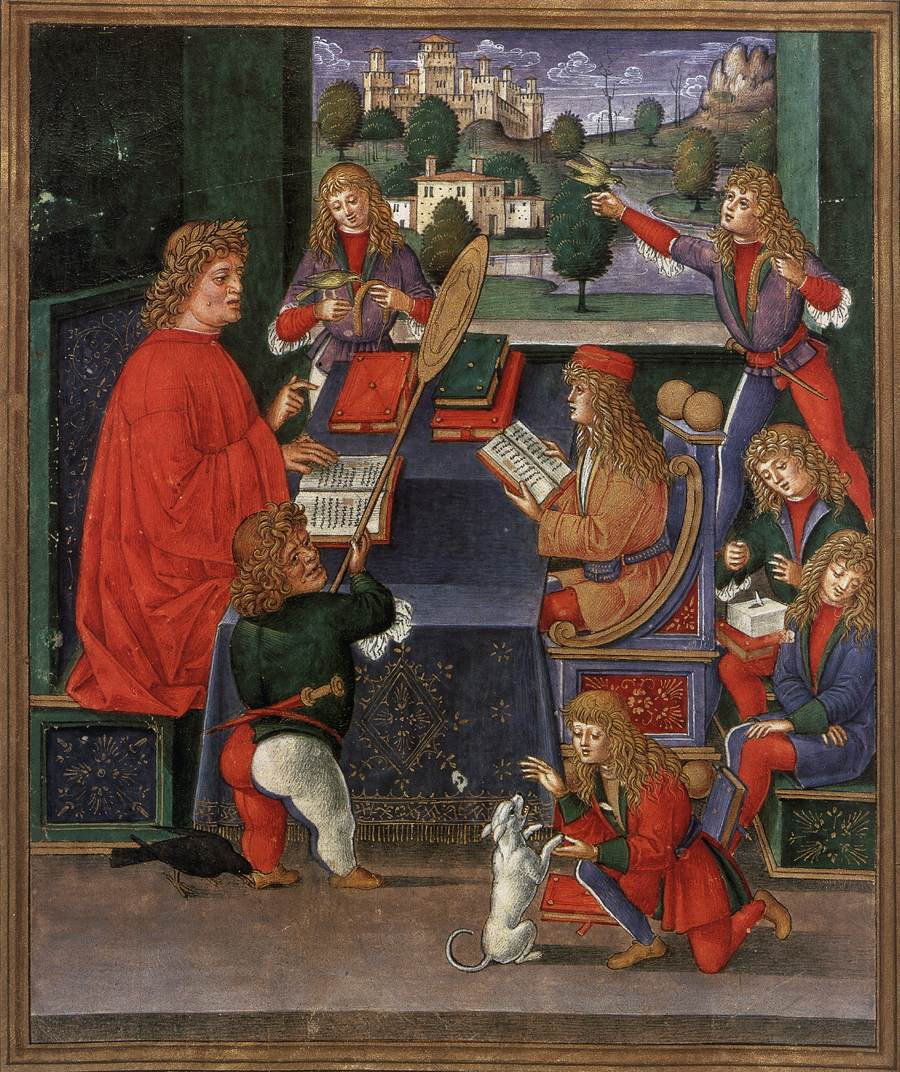
Ercole M. intento agli studi col proprio precettore, mentre i compagni intorno a lui sono distratti da vari altri diletti. Dal manoscritto della Grammatica di Elio Donato, pensata appositamente per l'istruzione del giovane principe.
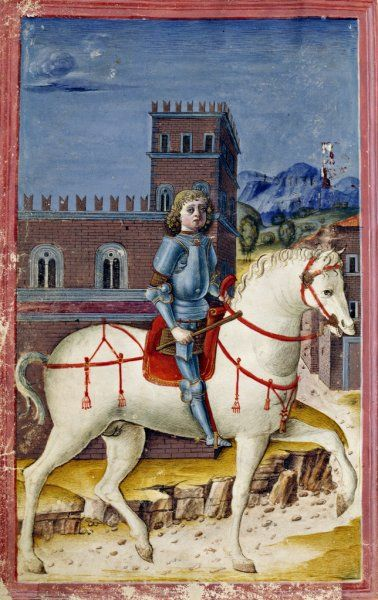
Ercole M. a cavallo. Miniatura dal Liber Jesus, Cristoforo de Predis e Boccaccio Boccaccino, 1496 ca.
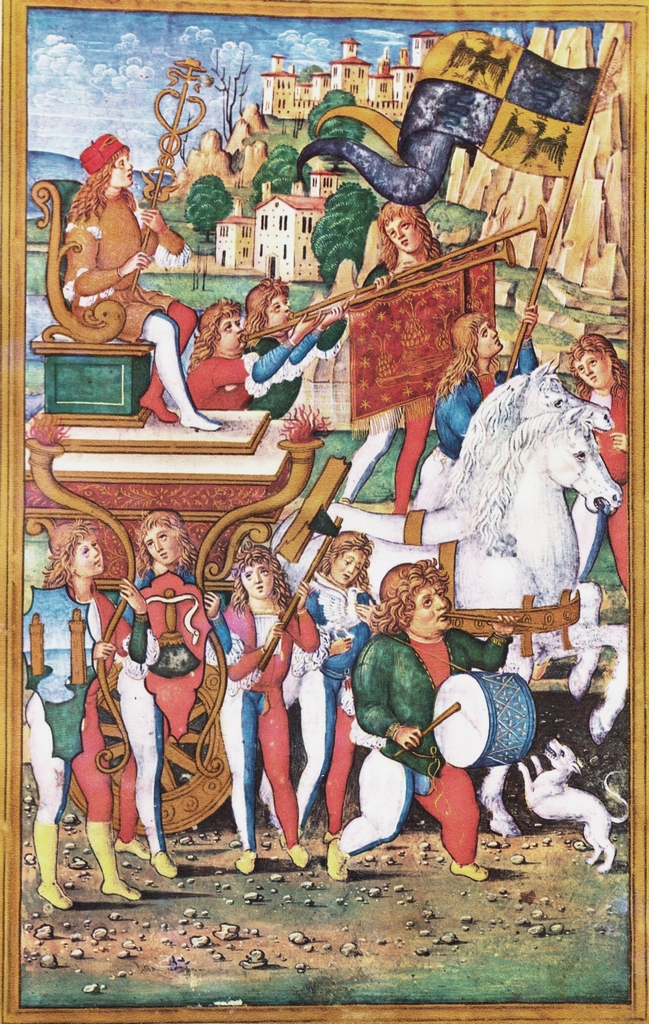
Il trionfo di Ercole M. Dal manoscritto della Grammatica di Elio Donato
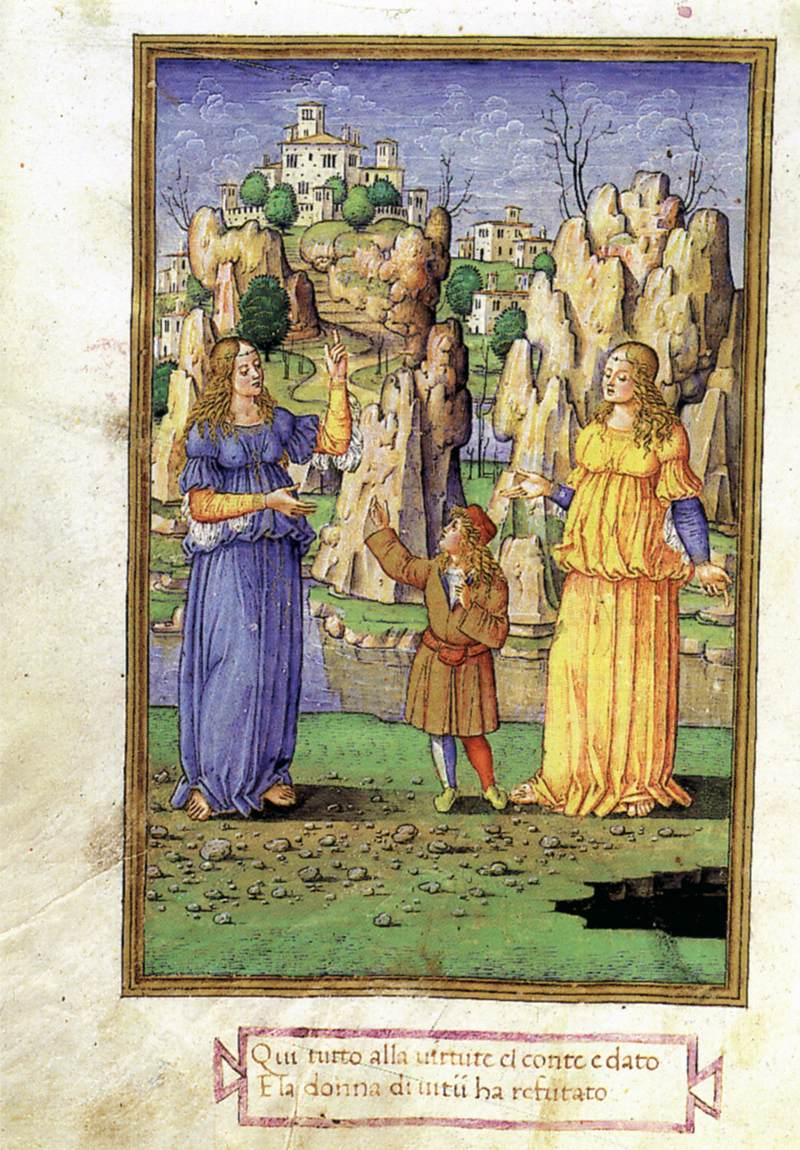
Ercole M. tra il Vizio e la Virtù. Dal manoscritto della Grammatica di Elio Donato
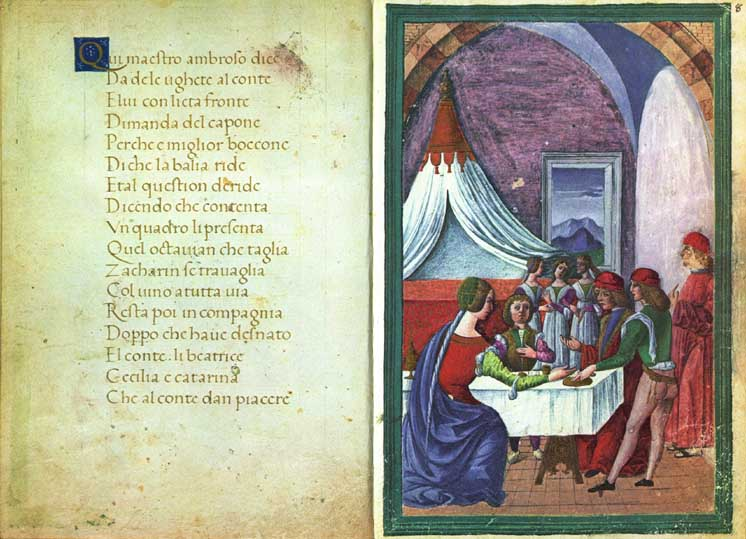
Ercole M. pranza servito dalla sua balia, dallo scalco, dal coppiere e da altri personaggi della corte. Dal Liber Jesus.
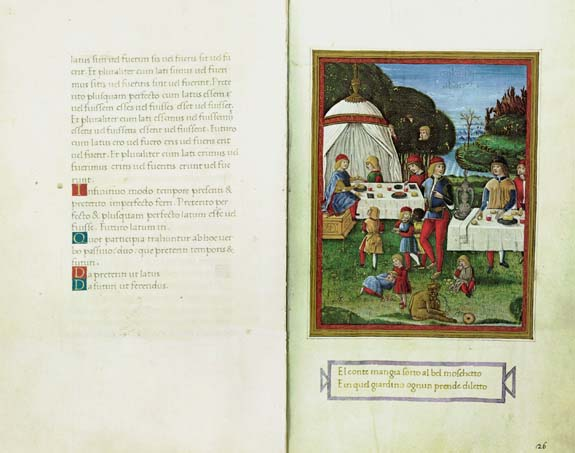
Ercole M. pranza in giardino coi suoi compagni di giochi. Dal manoscritto della Grammatica di Elio Donato
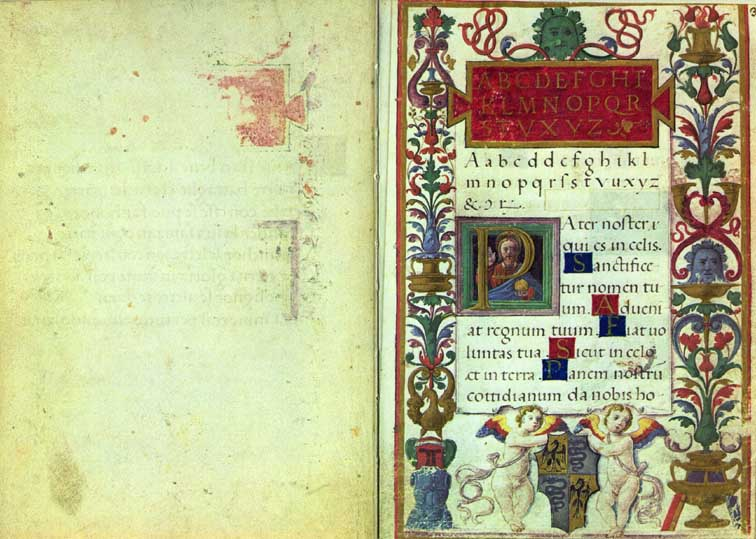
Incipit del Liber Jesus

## Ascendenza
|                       |                    |                         | Genitori                |  |  | Nonni |  |  | Bisnonni          |  |  | Trisnonni          |  |
|                       |                    |                         |                         |  |  |       |  |  | Giacomo Attendolo |  |  | Giovanni Attendolo |  |
|                       |                    |                         |                         |  |  |       |  |  | Giacomo Attendolo |  |  | Giovanni Attendolo |  |
|                       |                    | Elisa Petraccini        |                         |  |  |       |  |  | Giacomo Attendolo |  |  |                    |  |
| Francesco I Sforza    |                    |                         |                         |  |  |       |  |  | Giacomo Attendolo |  |  |                    |  |
|                       |                    | Lucia Terzani           | …                       |  |  |       |  |  |                   |  |  |                    |  |
|                       |                    | Lucia Terzani           | …                       |  |  |       |  |  |                   |  |  |                    |  |
|                       |                    | Lucia Terzani           | …                       |  |  |       |  |  |                   |  |  |                    |  |
| Ludovico Sforza       |                    | Lucia Terzani           |                         |  |  |       |  |  |                   |  |  |                    |  |
|                       |                    | Filippo Maria Visconti  | Gian Galeazzo Visconti  |  |  |       |  |  |                   |  |  |                    |  |
|                       |                    | Filippo Maria Visconti  | Gian Galeazzo Visconti  |  |  |       |  |  |                   |  |  |                    |  |
|                       |                    | Filippo Maria Visconti  | Caterina Visconti       |  |  |       |  |  |                   |  |  |                    |  |
| Bianca Maria Visconti |                    | Filippo Maria Visconti  |                         |  |  |       |  |  |                   |  |  |                    |  |
|                       |                    | Agnese del Maino        | Ambrogio del Maino      |  |  |       |  |  |                   |  |  |                    |  |
|                       |                    | Agnese del Maino        | Ambrogio del Maino      |  |  |       |  |  |                   |  |  |                    |  |
|                       |                    | Agnese del Maino        | ?...Negri               |  |  |       |  |  |                   |  |  |                    |  |
| Massimiliano Sforza   |                    | Agnese del Maino        |                         |  |  |       |  |  |                   |  |  |                    |  |
|                       | Niccolò III d'Este | Alberto V d'Este        |                         |  |  |       |  |  |                   |  |  |                    |  |
|                       | Niccolò III d'Este | Alberto V d'Este        |                         |  |  |       |  |  |                   |  |  |                    |  |
|                       | Niccolò III d'Este | Isotta Albaresani       |                         |  |  |       |  |  |                   |  |  |                    |  |
| Ercole I d'Este       | Niccolò III d'Este |                         |                         |  |  |       |  |  |                   |  |  |                    |  |
|                       |                    | Ricciarda di Saluzzo    | Tommaso III di Saluzzo  |  |  |       |  |  |                   |  |  |                    |  |
|                       |                    | Ricciarda di Saluzzo    | Tommaso III di Saluzzo  |  |  |       |  |  |                   |  |  |                    |  |
|                       |                    | Ricciarda di Saluzzo    | Margherita di Roucy     |  |  |       |  |  |                   |  |  |                    |  |
| Beatrice d'Este       |                    | Ricciarda di Saluzzo    |                         |  |  |       |  |  |                   |  |  |                    |  |
|                       |                    | Ferdinando I di Napoli  | Alfonso V d'Aragona     |  |  |       |  |  |                   |  |  |                    |  |
|                       |                    | Ferdinando I di Napoli  | Alfonso V d'Aragona     |  |  |       |  |  |                   |  |  |                    |  |
|                       |                    | Ferdinando I di Napoli  | Gueraldona Carlino      |  |  |       |  |  |                   |  |  |                    |  |
| Eleonora d'Aragona    |                    | Ferdinando I di Napoli  |                         |  |  |       |  |  |                   |  |  |                    |  |
|                       |                    | Isabella di Chiaromonte | Tristano di Chiaromonte |  |  |       |  |  |                   |  |  |                    |  |
|                       |                    | Isabella di Chiaromonte | Tristano di Chiaromonte |  |  |       |  |  |                   |  |  |                    |  |
|                       |                    | Isabella di Chiaromonte | Caterina di Taranto     |  |  |       |  |  |                   |  |  |                    |  |
|                       |                    | Isabella di Chiaromonte |                         |  |  |       |  |  |                   |  |  |                    |  |